# Stuart Piggott
Stuart Piggott (* 28. Mai 1910, Petersfield (Hampshire); † 23. September 1996 bei Wantage) war ein britischer Prähistoriker.

## Leben
Seine Vorfahren waren Lehrer und Farmer aus der Gegend von Uffington (wo sich auch das prähistorische Uffington White Horse befindet). Piggott besuchte das Churcher’s College in Petersfield (Hampshire), an dem sein Vater Lehrer war, und arbeitete nach dem Abschluss 1927 im Museum von Reading, in dem er sich mit neolithischer Keramik befasste.
Ab 1928 war er mehrere Jahre für die Royal Commission on the Ancient and Historical Monuments of Wales tätig und grub am Butser Hill bei Petersfield und war an den Ausgrabungen von Eliot und Cecil Curwen (Freunden seines Vaters) des Grubenwerks The Trundle in Sussex beteiligt. Dort traf er auch die Archäologen Grahame Clarke und Charles Phillips aus Cambridge. In den 1930er Jahren grub er viel in der Region Wessex mit Alexander Keiller, der die Marmeladenfabrik seiner Familie übernommen hatte, sich aber auch als Archäologe insbesondere in Avebury einen Namen machte. Piggott war 1935 an der Gründung der Prehistoric Society beteiligt und erwarb 1936 seinen ersten Abschluss als Archäologe am Institute of Archaeology der Universität London bei Mortimer Wheeler. Dort traf er auch seine spätere Frau und war mit ihr an den Ausgrabungen von Sutton Hoo 1939 beteiligt (auf Einladung von Charles Phillips). Im Zweiten Weltkrieg arbeitete er als Luftbildauswerter in Indien, studierte aber auch indische Archäologie, was zu zwei Büchern führte. Nach dem Krieg war er in Oxford und ab 1946 Professor für Archäologie an der University of Edinburgh als Nachfolger von Vere Gordon Childe. 1977 wurde er emeritiert.
1938 führte er den Begriff der bronzezeitlichen Wessex-Kultur ein. Er schrieb einige Übersichten über britische Vorgeschichte, die zu seiner Zeit zu den Standardwerken gehörten.
Er grub häufig mit seinem Assistenten Richard J. C. Atkinson aus, unter anderem am Cairnpapple Hill in West Lothian, Wayland’s Smithy in Oxfordshire und West Kennet Long Barrow (1955/56) und Stonehenge (1950 und mit Atkinson als Hauptausgräber 1956) in Wiltshire.
Von 1946 bis zu seiner Pensionierung 1977 hatte Piggott, als Nachfolger von Vere Gordon Childe, den nach seinem Stifter John Abercromby benannten Lehrstuhl für Prähistorische Archäologie an der Universität Edinburgh inne. 1953 wurde er Mitglied der British Academy und 1957 der Royal Society of Edinburgh. 1960 wurde er in die American Academy of Arts and Sciences gewählt. 1960 bis 1963 war er Präsident der Prehistoric Society, 1967 bis 1972 Präsident der Society of Antiquaries of Scotland und 1967 bis 1970 des Council for British Archaeology. 1968 bis 1974 war er Trustee des British Museum. 1972 wurde er Commander of the Order of the British Empire. 1983 erhielt er die Goldmedaille der Society of Antiquaries of London und 1992 die Grahame Clarke Medal für Verdienste um die prähistorische Archäologie der British Academy.

## Schriften
- mit Grahame Clark: The Age of the British Flint Mines. In: Antiquity. Band 7, Nr. 26, 1933, S. 166–183, doi:10.1017/S0003598X00007912.
- The Early Bronze Age in Wessex. In: Proceedings of the Prehistoric Society. New Series, Band 4, Nr. 1, 1938, S. 52–106, doi:10.1017/S0079497X00021137.
- Some Ancient Cities of India. Oxford University Press, Bombay u. a. 1945.
- British Prehistory (= Home University Library of Modern Knowledge. 205, ZDB-ID 986189-0). Oxford University Press, London u. a. 1949.
- Prehistoric India to 1000 B. C. (= Pelican Books. A 205, ZDB-ID 1199191-4). Penguin Books, Harmondsworth 1950.
- William Stukeley. An eighteenth-century antiquary. Clarendon Press, Oxford 1950.
- The Neolithic Cultures of the British Isles. A study of the stone-using agricultural communities of Britain in the second millennium B.C. Cambridge University Press, Cambridge 1954.
- Scotland before History. An essay. Thomas Nelson & Sons, London u. a. 1958.
- Approach to Archaeology. Adam & Charles Black, London 1959.
- als Herausgeber: The dawn of civilization. The first world survey of human cultures in early times. McGraw Hill, New York NY 1961.
  - deutsche  Übersetzung (von Annemarie Weber): Die Welt aus der wir kommen. Die Vorgeschichte der Menschheit. Droemer/Knaur, München u. a. 1961.
- als Herausgeber: The Prehistoric Peoples of Scotland. Routledge and Kegan Paul, London 1962.
- Abercromby and After. The Beaker Cultures of Britain Re-examined. In: Idris Ll. Foster, Leslie Alcock (Hrsg.): Culture and environment. Essays in Honour of Sir Cyril Fox. Routledge, London 1963, S. 53–91.
- Ancient Europe from the beginnings of agriculture to classical antiquity. A survey. Edinburgh University Press, Edinburgh 1965.
  - deutsche Übersetzung: Vorgeschichte Europas. Vom Nomadentum zur Hochkultur (= Kindlers Kulturgeschichte. 1). Kindler, München 1972, ISBN 3-463-13688-0.
- mit Grahame Clark: Prehistoric Societies. Hutchinson, London 1965.
- The Druids (= Ancient Peoples and Places. 63). Thames and Hudson, London 1968.
- The Earliest Wheeled Transport. From the Atlantic Coast to the Caspian Sea. Thames and Hudson, London 1983, ISBN 0-500-01279-2.
- Ancient Britons and the Antiquarian Imagination. Ideas from the Renaissance to the Regency. Thames and Hudson, London 1989, ISBN 0-500-01470-1.
- Wagon, Chariot and Carriage. Symbol and Status in the History of Transport. Thames and Hudson, London 1992, ISBN 0-500-25114-2.